# Turniej o Srebrny Kask 2001
Turniej o Srebrny Kask 2001 – rozegrany w sezonie 2001 turniej żużlowy z cyklu rozgrywek o „Srebrny Kask”, w którym mogli uczestniczyć zawodnicy do 21. roku życia. W rozegranym w Zielonej Górze finale zwyciężył Rafał Okoniewski. Drugi był Jarosław Hampel, a trzecie miejsce zajął Dawid Kujawa.

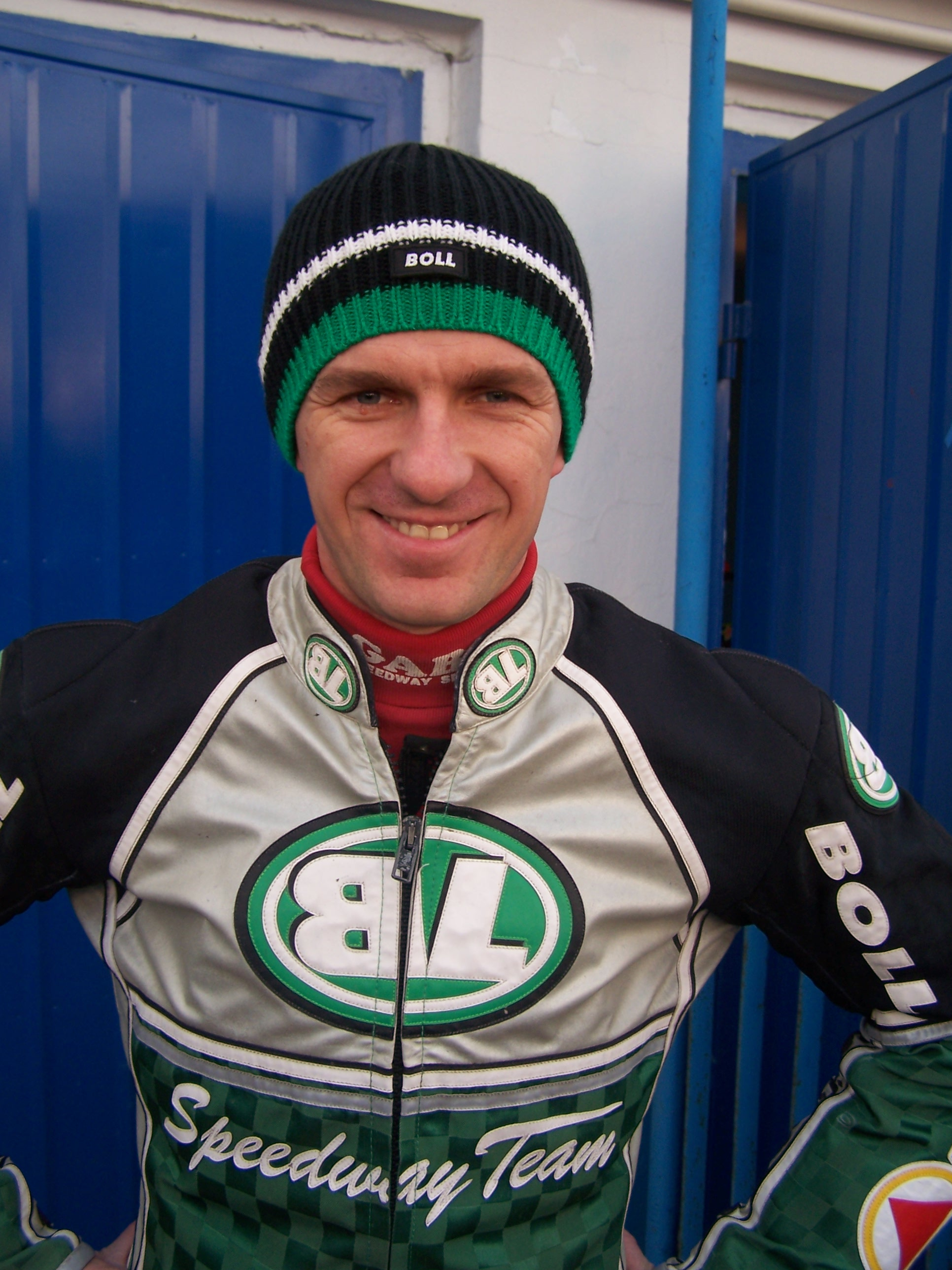
Rafał Okoniewski - zdobywca SK 2001

## Finał
- 24 lipca 2001 r. (wtorek), Zielona Góra

| Msc. | Zawodnik                 | Klub                  | Pkt  |             |  |
| ---- | ------------------------ | --------------------- | ---- | ----------- |  |
| 1    | Rafał Okoniewski         | Stal Gorzów Wlkp.     | 15   | (3,3,3,3,3) |  |
| 2    | Jarosław Hampel          | Polonia Piła          | 12+3 | (3,2,2,2,3) |  |
| 3    | Dawid Kujawa             | ZKŻ Zielona Góra      | 12+2 | (1,3,3,2,3) |  |
| 4    | Rafał Kurmański          | ZKŻ Zielona Góra      | 12+1 | (2,3,3,2,2) |  |
| 5    | Krzysztof Słaboń         | WTS Wrocław           | 10   | (2,3,2,2,1) |  |
| 6    | Tomasz Chrzanowski       | Apator Toruń          | 9    | (3,2,0,3,1) |  |
| 7    | Janusz Kołodziej         | Unia Tarnów           | 9    | (2,2,1,3,1) |  |
| 8    | Krzysztof Kasprzak       | Unia Leszno           | 9    | (2,1,1,3,2) |  |
| 9    | Łukasz Romanek           | RKM Rybnik            | 7    | (0,1,3,0,3) |  |
| 10   | Łukasz Jankowski         | Unia Leszno           | 7    | (3,0,1,1,2) |  |
| 11   | Dawid Cieślewicz         | Wybrzeże Gdańsk       | 3    | (1,0,2,0,0) |  |
| 12   | Przemysław Kłos          | Apator Toruń          | 3    | (1,0,1,1,0) |  |
| 13   | Zbigniew Czerwiński      | Włókniarz Częstochowa | 2    | (0,1,0,0,1) |  |
| 14   | Tomasz Gapiński          | Polonia Piła          | 1    | (1,-,-,-,-) |  |
| 15   | Łukasz Pawlikowski       | Start Gniezno         | 0    | (0,w,0,w,d) |  |
| 16   | Michał Robacki           | Polonia Bydgoszcz     | 0    | (w,-,-,-,-) |  |
|      | rez. Łukasz Stanisławski | Polonia Bydgoszcz     | 6    | (1,2,1,2,0) |  |
|      | rez. Sebastian Smoter    | ZKŻ Zielona Góra      | 3    | (2,0,1)     |  |